# Riwiera Turecka

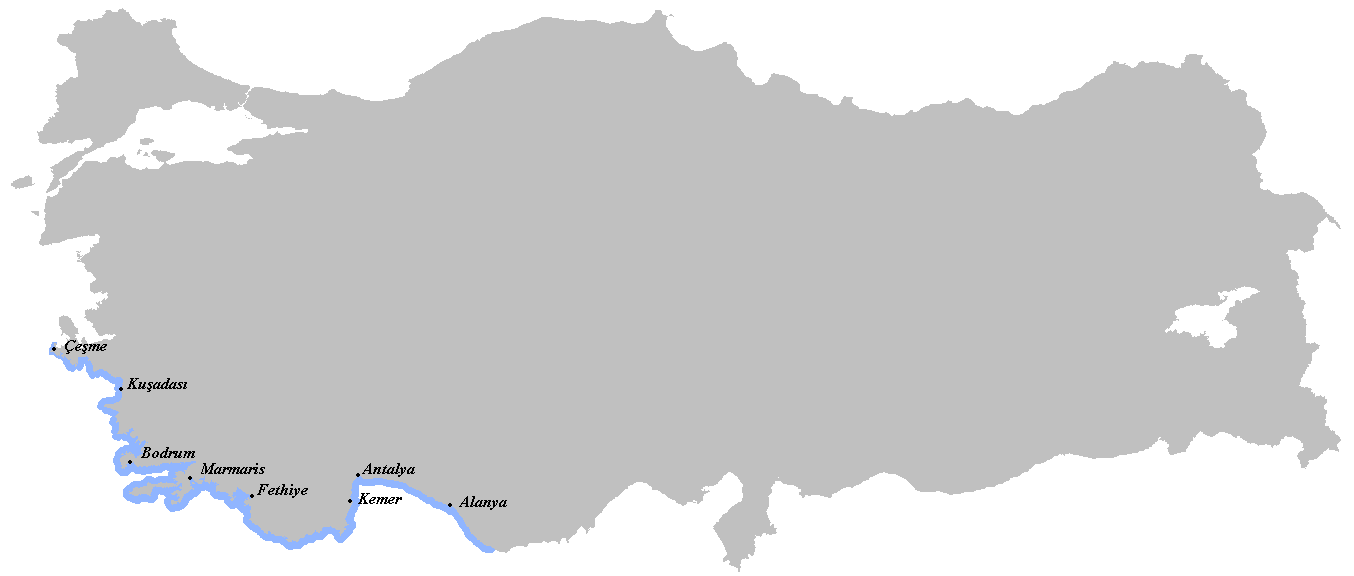
Mapa przedstawiająca Riwierę Turecką i jej główne miejscowości, ze wschodu na zachód: Alanya, Antalya, Kemer, Fethiye, Marmaris, Bodrum, Kuşadası i Çeşme.

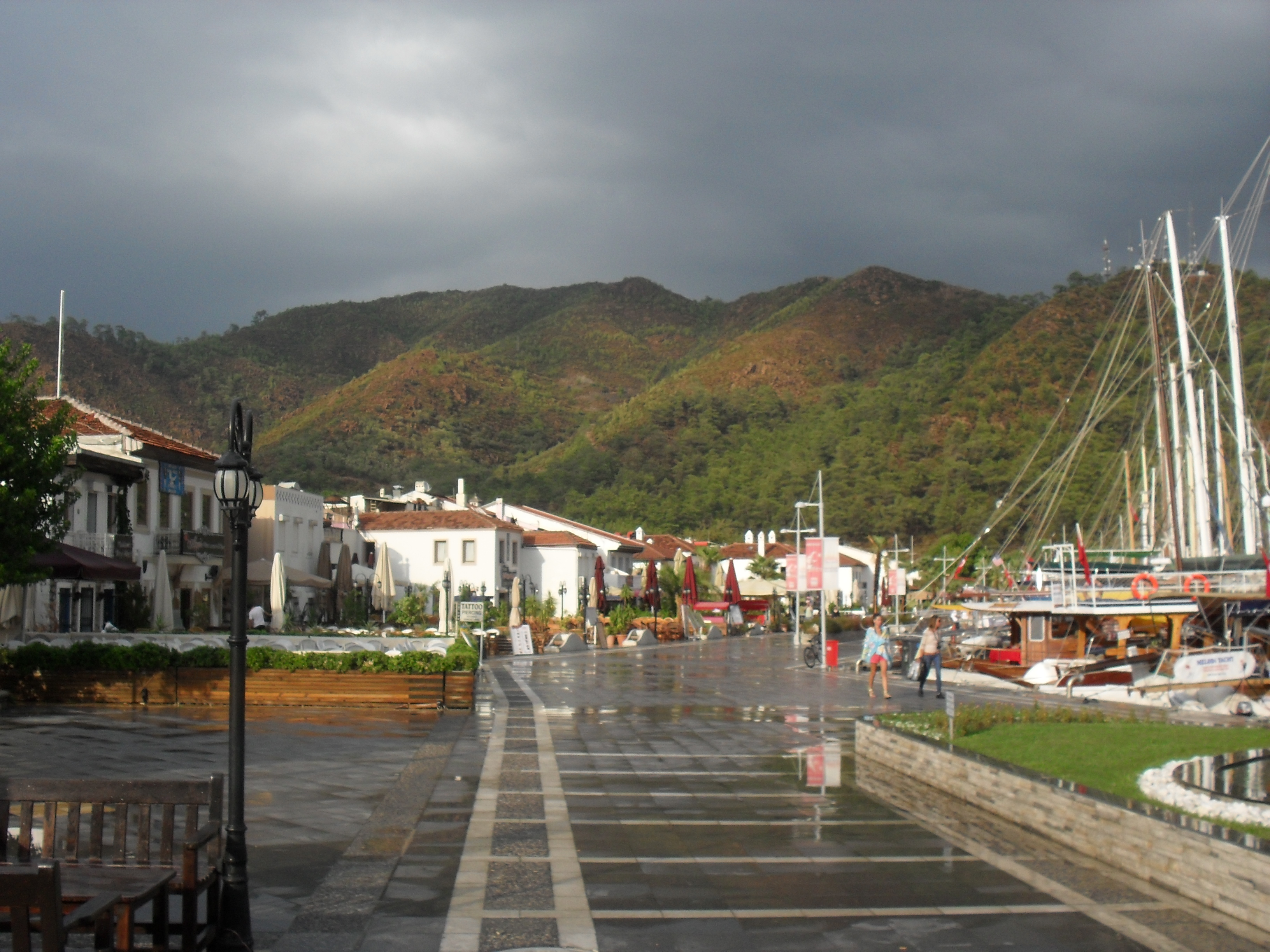
Marmaris

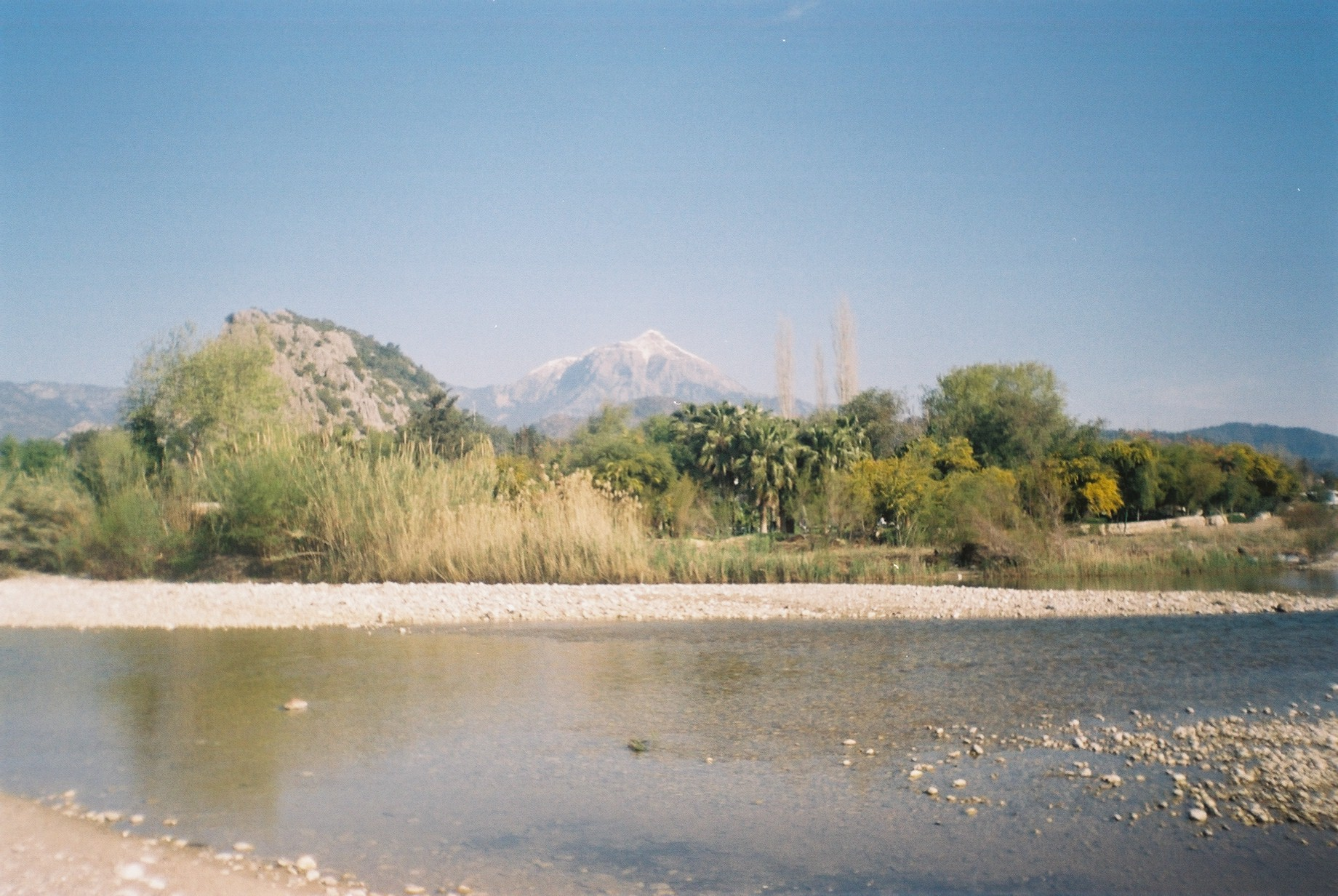
Plaża między Olympos i Çıralı na Riwierze Tureckiej

Riwiera Turecka (tur. Türk Rivierası) – popularna nazwa regionu w południowo-zachodniej Turcji, ciągnącego się wzdłuż wybrzeży Morza Śródziemnego i Morza Egejskiego od prowincji Antalya do prowincji Muğla. Region obfituje w szerokie, piaszczyste plaże, a także miejsca o znaczeniu historycznym i wysokich walorach przyrodniczych.
Na Riwierze Tureckiej położonych jest kilkanaście miast o dużym znaczeniu dla międzynarodowej turystyki, takich jak:
- Alanya
- Antalya
- Belek
- Bodrum
- Çeşme
- Fethiye
- Kaş
- Kemer
- Kuşadası
- Marmaris
- Side